# Wronie Gniazdo
Wronie Gniazdo [ˈvrɔɲe ˈɡɲazdɔ] (tiếng Đức: Krähenkrug)  là một khu định cư ở khu hành chính của Gmina Białogard, thuộc quận Białogard, West Pomeranian Voivodeship, ở phía tây bắc Ba Lan. Nó nằm khoảng 11 kilômét (7 mi) phía đông bắc của Białogard và 124 km (77 mi) về phía đông bắc của thủ đô khu vực Szczecin.
Trước năm 1945, khu vực này là một phần của Đức. Đối với lịch sử của khu vực, xem Lịch sử của Pomerania.